# Радянська культура (газета)
«Радянська культура» — півтижневик, орган Міністерства культури УРСР та Республіканського комітету профспілки працівників культури; виходив у Києві в 1955–65 роках, замість газети «Радянське мистецтво». Газета містила популярні інформації про різні ділянки мистецтва, кладучи головний наголос на мистецьку самодіяльність; клуби тощо. З травня 1965 виходить під назвою «Культура і життя».